# Рига ФК
Футболен клуб „Рига“ (на латвийски: Riga FC) е футболен клуб в Рига, Латвия.
Основан е след обединението на два клуба „Карамба“ и „Динамо“ от Втора лига в началото на 2014 г.

## История
През 2014 г. отборът на „Карамба“ от Рига заема 1-вото място във Втората Латвийска лига, и получава правото да участва в Първа лига през следващия сезон. Само че, в началото на 2015 година „Карамба“ се отказва да играе в Първа лига.
През февруари 2015 г. „Карамба“ се обединява с „Динамо“, другия рижки отбор от Втора лига, под името „Карамба/Динамо“ и заявява участие в Първа Латвийска лига. Преди своя дебютен сезон в Първа лига клубът се подсилва с именити латвийски футболисти с опит и участия във Вирслига.

## Успехи
- Вирслига:
  -  Шампион (3): 2018, 2019, 2020
  -  Вицешампион (3): 2022, 2023, 2024
  -  Бронзов медал (1): 2017

- Първа лига:
  -  Шампион (1): 2015

- Купа на Латвия
  -  Носител (1): 2018, 2023
  -  Финалист (2): 2016/17, 2017

- Суперкупа на Латвия
  -  Носител (1): 2024
  -  Финалист (1): 2025

## Участия в евротурнирите
| Сезон   | Турнир      | Кръг                       | Съперник     | Домакин  | Гост | Общ резултат |  |
| ------- | ----------- | -------------------------- | ------------ | -------- | ---- | ------------ |  |
| 2018/19 | Лига Европа | Първи квалификационен кръг | ЦСКА (София) | 1-0(3-5) | 0-1  | 1-1(3-5)     |  |

## Главни треньори
- Михалис Коневс (2015)
- Кирил Курбатов (декември 2015 – 11 април 2016)
- Дмитрий Хомуха (11 април 2016 – 9 август 2016)
- Владимир Волчек (август 2016 – април 2017)
- Михалис Коневс (април – май 2017)
- Евгений Перевертайло (май – юли 2017)
- Славиша Стоянович (юли— декември 2017)
- Гоце Седлоски (януари – май 2018)
- Михалис Коневс (май 2018 – )

## Български футболисти
- Иван Караманов: 2007 - (17 мача - 0 гола)
- Георги Минчев: 2022 - (15 мача - 1 гол)